# 丁一鳴
丁一鳴（16世紀—1622年），號惺蓼，南直隸安慶府潛山縣人，明朝政治人物。

## 生平
丁一鳴是萬曆三十七年（1609年）舉人，四十四年（1616年）成進士，吏部觀政，四十六年八月獲授中書舍人；天啓年間因召對稱旨升為給事中，在任內去世，死後未能舉喪，由同僚贊助下才能把棺木送回鄉。
丁一鳴個性友愛兄弟，收入全給與子弟；兒子丁宗祐是諸生，有父親風範。

## 家族
曾祖丁立，典膳。祖丁應元。父丁世音。

## 引用
1. 1 2  民國《潛山縣志·卷十六·人物志》：丁一鳴，號惺蓼，萬厯丙辰進士，授中書舍人。性孝友，清俸所入悉分昆季，崇禎間召對稱旨，選給事中，卒於官。喪不克舉，同官助之櫬始得歸 安慶府志 。子宗祐，邑諸生，和易有父風。
2. ↑  民國《潛山縣志·卷十一·選舉志》：丁一鳴 號惺蓼，萬歷己酉科（舉人），登丙辰科進士。
3. ↑  《萬曆四十四年丙辰科進士履歷》：丁一鸣，惺蓼，诗五房，戊子正月十四日生。潜山县人，己酉一百十二，会二百七十三，三甲二百二十二名。吏部政，戊午八月授中書，壬戌行取。